# Gorízia-Tirol
Gorízia-Tirol (Gorizia-Tirol) és el nom donat a la dinastia de Gorízia que va governar a Tirol.
El 1271 Meinard IV de Görz i el seu germà Albert I de Görz es van repartir els dominis amb el seu germà. Aquestos dominis incloïen part del Tirol i el comtat de Görz. Així es van formar dues branques: 
- La branca de Görz-Tirol (Gorízia-Tirol) amb la part del Tirol que controlaven que va quedar per Meinard IV de Görz, que va governar com Meinard II de Tirol o de Gorízia-Tirol (1258–1271) i va adquirir la resta del Tirol als comtes d'Hirschberg (1284) sent nomenat duc de Caríntia i marcgravi de Carniola el 1286.

- La Branca de Görz o Gorízia amb l'antic comtat de Görz o Gorizia (Gorízia) que va governar Albert I (1258–1304)

La casa de Gorízia-Tirol va tenir poc representants: els tres fills de Meinard II (Otó I de Tirol i III de Caríntia, mort el 1310; Albert II de Tirol mort el 1292; Lluís I de Tirol, mort el 1305; Enric II de Tirol o Gorízia-Tiro, VIII de Carintia, III de Carniola i I de Bohèmia mort el 1335), i una filla del darrer, Margarida de Tirol coneguda com a Margarida Maultasch, (1335-1363), només comtessa de Tirol, que va tenir un fill, Meinard III de Tirol o Gorízia-Tirol que la va premorir (1344-1363). Després de l'extinció va passar a la casa d'Habsburg.